# Cantó de Châteauneuf-d'Ille-et-Vilaine
El cantó de Châteauneuf-d'Ille-et-Vilaine (bretó Kanton Kastell-Noez) és una divisió administrativa francesa situat al departament d'Ille i Vilaine a la regió de Bretanya.

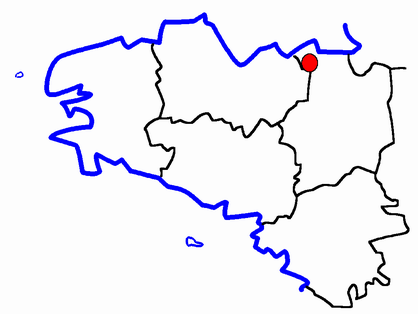
Situació del cantó

## Composició
El cantó aplega 9 comunes :
| Nom francès                   | Nom bretó        | Població | km²    | Codi Postal | Codi INSEE |
| Châteauneuf-d'Ille-et-Vilaine | Kastell-Noez     | 912      | 1,38   | 35430       | 35070      |
| La Ville-ès-Nonais            | Kerlean          | 681      | 4,34   | 35430       | 35358      |
| Le Tronchet                   | Ar Granneg       | 845      | 11,35  | 35540       | 35362      |
| Lillemer                      | Enez-Veur        | 203      | 3,74   | 35111       | 35153      |
| Miniac-Morvan                 | Minieg-Morvan    | 2.784    | 31,03  | 35540       | 35179      |
| Plerguer                      | Plergar          | 1.772    | 20,19  | 35540       | 35224      |
| Saint-Guinoux                 | Sant-Gwênoù      | 733      | 6,37   | 35430       | 35279      |
| Saint-Père                    | Sant-Pêr-Poualed | 1.750    | 19,74  | 35430       | 35306      |
| Saint-Suliac                  | Sant-Suliav      | 853      | 5,46   | 35430       | 35314      |
| Cantó                         | Kastell-Noez     | 10.533   | 103,60 | -           | 3508       |

## Evolució demogràfica
| 1962  | 1968  | 1975  | 1982  | 1990   | 1999   |
| ----- | ----- | ----- | ----- | ------ | ------ |
| 8.562 | 8.258 | 8.472 | 9.501 | 10.212 | 10.533 |

## Història
| Data d'elecció                           | Identitat            | Partit        | Qualitat |
| ---------------------------------------- | -------------------- | ------------- | -------- |
| 19....-1994                              | Jean Daniel          | Divers droite |          |
| 1994-                                    | Jean-Francis Richeux | Divers droite |          |
| les dades anteriors no són pas conegudes |                      |               |          |
|                                          |                      |               |          |